# Platte (Mittersill)
Die Platte, kartographisch teilweise „Auf der Platte“ benannt, ist ein 1787 m ü. A. hoher Grasberg in Mittersill, ihr Gipfel liegt nur wenig oberhalb der Waldgrenze. Sie ist – vom Salzachtal betrachtet – dem Pihapper (2513 m, Venedigergruppe) vorgelagert. Die Platte ist leicht begehbar und von Mittersill aus in 2 bis 3 Stunden zu erreichen, wobei ein Höhenunterschied von genau 1000 m zu überwinden ist. Im Gipfelbereich wachsen nicht nur reichlich Almrausch und Enziane, er bietet auch einen herrlichen Panoramablick über das Salzachtal, die Kitzbüheler Alpen und die Hohen Tauern.

## Aufstieg
Eine Möglichkeit zum Aufstieg führt von Mittersill über den Mongweg (Nordostrücken). Gut markierte Route über die Jausenstation Mong und die Aigner Hochwiese durch den Hochwald auf den Gipfel kurz oberhalb der Waldgrenze.
Kürzer ist der Aufstieg auf die Platte von Hollersbach aus, genauer vom 1200 m hoch gelegenen Berggasthof Berghof oberhalb des Hollersbachtals, der Höhenunterschied beträgt ab hier nur knapp 600 m. Der ebenfalls gut markierte Weg führt vom Berghof durch den Hochwald und dann über die Pölsenalm (1704 m) zum Gipfel.

## Bilder

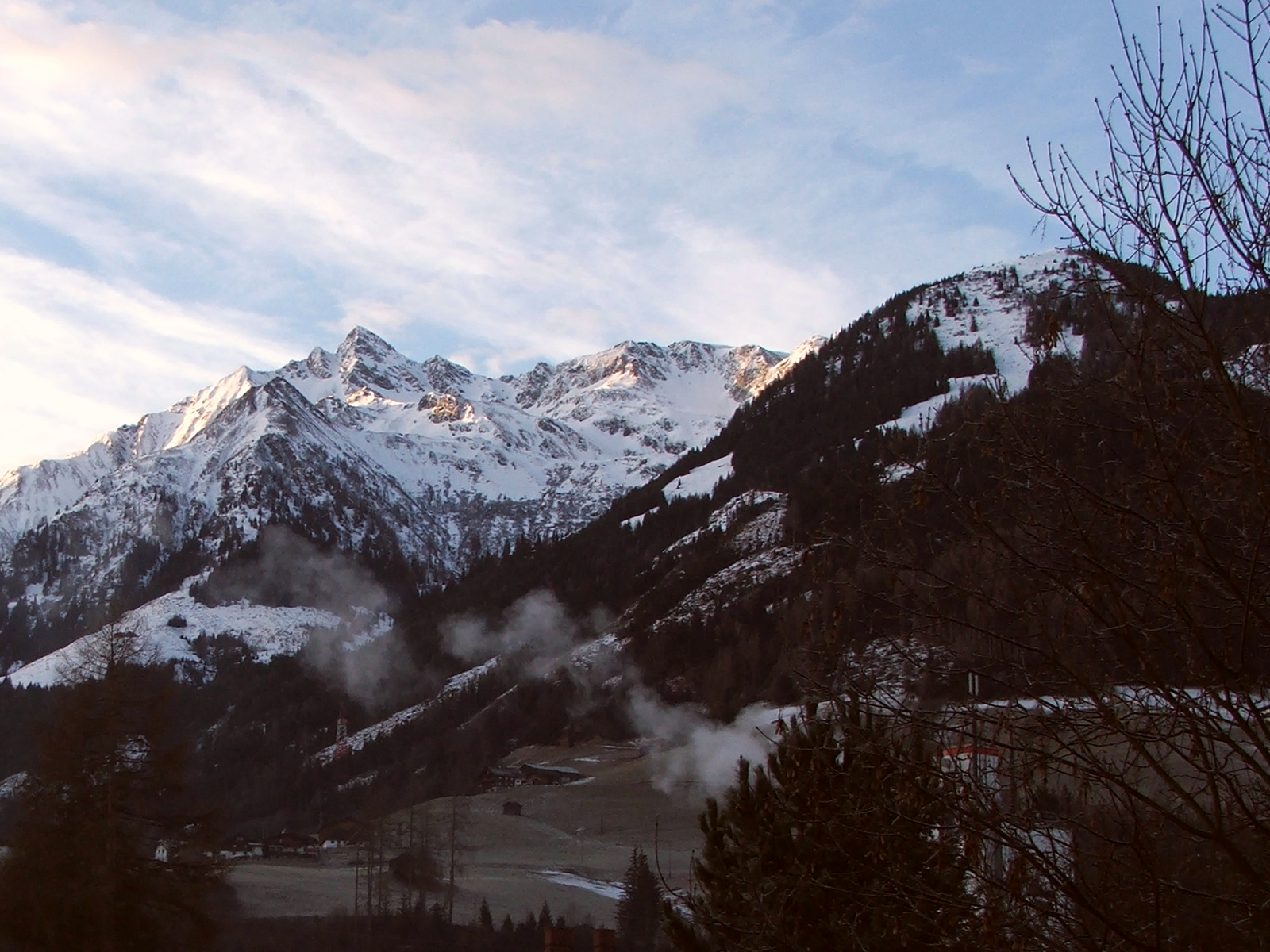
Blick vom Ortsbereich Mittersill auf Platte (rechts) und Pihapper
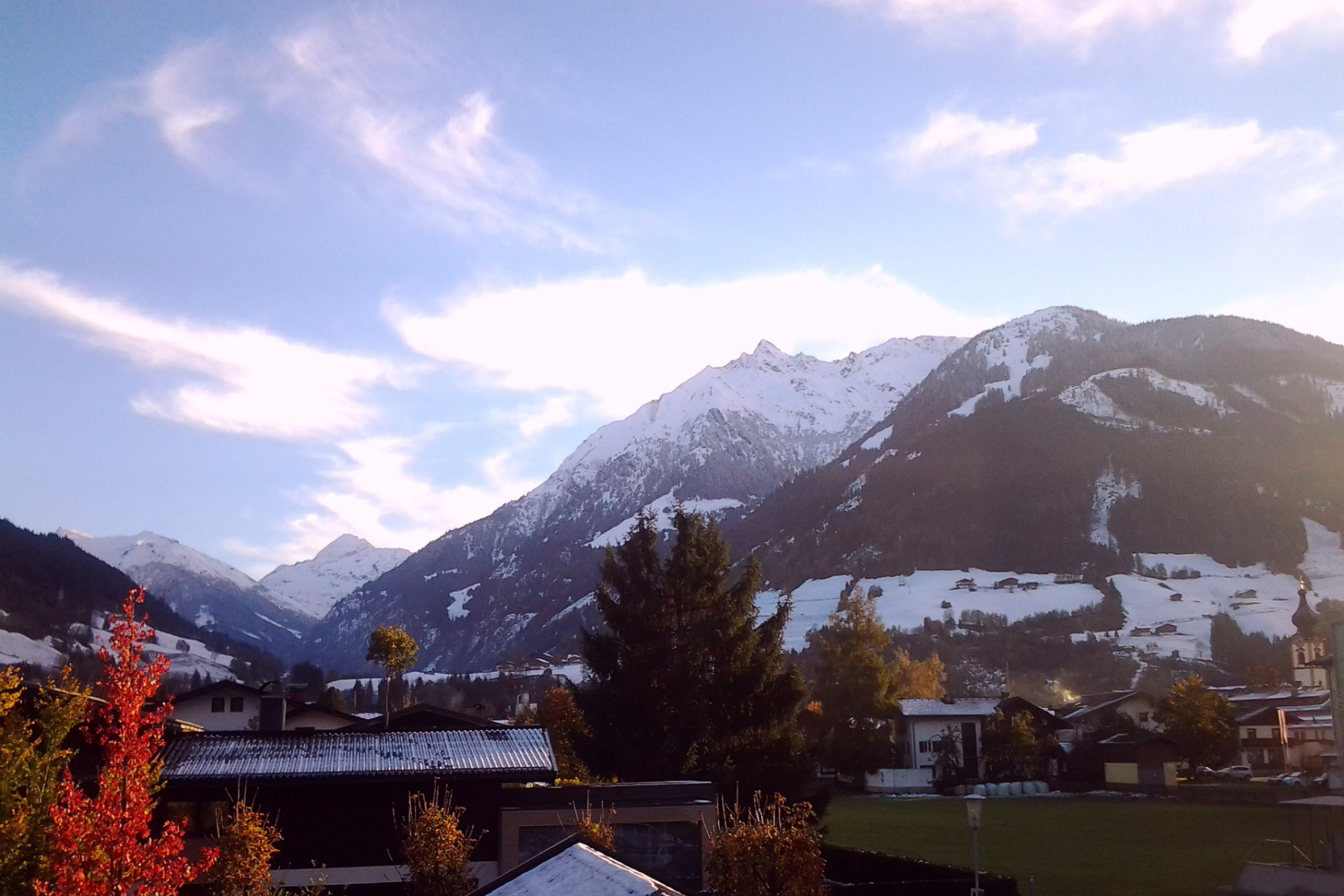
Südpanorama Mittersill mit Blick auf Platte (rechts), Felbertal und Pihapper